# سيغو ياماغوتشي
سيغو ياماغوتشي (باليابانية: 山口清吾)، ولد في محافظة فوكوكا يوم 13 أبريل 1924، هو مدرب ياباني لرياضة الأيكيدو بدرجة 9 دان.

## سيرته
ولد عام 1924 في محافظة فوكوكا في اليابان، بعد انتهائه من التعليم الأساسي انضم إلى البحرية اليابانية وشارك في الحرب العالمية الثانية، وسّرح في أكتوبر 1945.
تخرج في مارس 1946، تخرج من كلية (la Hiroike Gakuen) الذي أصبح فيما بعد جامعة.
أصبح في عام 1950، أصبح من تلاميذ مؤسس فن الأيكيدو القتالي، موريهيه أويشيبا وانضم إلى اتحاد الأيكيكاي في عام 1951. أرسل في عام 1985 إلى ميانمار لتدريب الأيكيدو في جيشها، وفي عام سنة عاد إلى تعليم فن الأيكيكاي هومبو دوجو في طوكيو، ودرب اسلوبه الخاص في الدوجو في جامعة ميجي.
نظم دورات تدريب لمختلف للرتب والدرجات فيمختلف أنحاء العالم، وله تلاميذ كثر.
توفي 24 يناير 1996.